# Војћех Хжановски
Војћех Хжановски (пољ. Wojciech Chrzanowski; 1793–1861) био је пољски генерал.
У Наполеоновим ратовима налазио се у француској војсци, а после тога је ступио у руску војску. У Руско-турском рату (1828–1829) био је у Дибичевом штабу. У Пољском устанку 1830–1831. био је начелних штаба врховног команданта пољске војске. После устанка је служио извесно време у руској војсци, а затим живео у Паризу и Бриселу пишући тактичке студије међу којима и студију о партизанском рату (1835). На позив Карла Алберта дошао је 1849. године у Пијемонт где реорганизује пијемонстску војску. Као краљев начелник штаба водио је операције 1849. године код Мортаре и Новаре након којих је због пораза отпуштен из службе.